# لوسیوس واریوس روفوس
لوسیوس واریوس روفوس (انگلیسی: Lucius Varius Rufus; ح. ۷۴ پیش از میلاد – ۱۴ پیش از میلاد (در حدود ۶۰ سال) شاعر اهل روم باستان بود. او دوست ویرژیل بود که پس از مرگ ویرژیل او و پلوتیوس توکا کتاب انئید را برای انتشار آماده کردند.